# Emil Gal
Emil Gal (ros. Эмиль Галь; ur. 6 czerwca 1898, zm. 28 kwietnia 1960) – radziecki aktor filmowy. Był związany z aktorką Olgą Biejuł aż do śmierci. Zagrał główna rolę w filmie Kain i Artiom (1929).

## Filmografia
- 1925: Miszka walczy z Judeniczem jako fotograf
- 1926: Czarcie koło jako Koko
- 1926: Płaszcz jako urzędnik
- 1927: Braciszek jako robotnik w porcie
- 1927: Sojusz wielkiej sprawy jako hazardzista
- 1929: Nowy Babilon jako burżuj
- 1929: Kain i Artiom jako Kain
- 1929: Człowiek, który stracił pamięć jako pasażer w pociągu
- 1934: Czapajew
- 1935: Granica jako rzemieślnik
- 1941: Maskarada jako Szprich